# Rudolf Otto Wiemer
Rudolf Otto Wiemer (* 24. März 1905 in Friedrichroda; † 5. Juni 1998 in Göttingen) war ein deutschsprachiger Lyriker, Puppenspieler und Pädagoge.

## Leben und Werk
Rudolf Otto Wiemer wurde am 24. März 1905 in Friedrichroda als ältestes Kind des Lehrers und Kantors Fritz Wiemer und seiner Ehefrau Elisabeth Wiemer geb. Kretzschmar geboren. Seine Schulzeit verbrachte er an der Volksschule in Friedrichroda, der Salzmannschule in Schnepfenthal, dem Realgymnasium „Zur Himmelspforte“ in Erfurt und am Gymnasium Ernestinum in Gotha, wo er 1923 das Abitur machte.
Sein Vater fiel im Oktober 1918 kurz vor Ende des Ersten Weltkriegs in Frankreich. Dieses Ereignis beschäftigter ihn bis ins hohe Alter und beeinflusste seine schriftstellerische Tätigkeit.
1921 schloss er sich der Wandervogelbewegung an, in der Literatur, Musik, Theaterspiel und Naturverbundenheit besonders gepflegt wurden.
Von 1923 bis 1924 machte er eine Lehrerausbildung am Herzog-Ernst-Seminar in Gotha. Bereits ein Jahr zuvor (1922) veröffentlichte er sein erstes Theaterstück, das als Laienspiel publiziert und in Gotha aufgeführt wurde.
Ab 1928 trat er vermehrt als Theater- und Musikkritiker in Sondershausen in Erscheinung, wo er auch als Lehrer und Organist arbeitete.
1932 heiratete er die Musikpädagogin Elisabeth Peinemann. Aus dieser Ehe gingen drei Kinder hervor: Der Komponist, Organist und Kunsthistoriker Wolfgang Wiemer sowie Reinhart und Uta Wiemer.
In der NS-Zeit verfasste Wiemer auch Beiträge für die vom Nationalsozialistischen Lehrerbund (NSLB)  herausgegebenen Schülerzeitschriften Hilf mit! und Deutsche Jugendburg. Das 1938 veröffentlichte Schulentlassungsspiel Das Spiel von treuen Eckart hat er zeitgenössischen Angaben zufolge im Auftrage des NS.–Lehrerbundes geschrieben. Die Germanistin Barbara Korte kritisierte 2017, dass die veröffentlichten Laienspiele Wiemers aus der Zeit zwischen 1936 und 1941 in den neueren Darstellungen von Leben und Werk des Schriftstellers gar nicht bis kaum erwähnt werden.
Während des Zweiten Weltkrieges war Wiemer als Lehrer und Soldat tätig und geriet kurzzeitig in amerikanische Kriegsgefangenschaft.
Nach dem Ende des Zweiten Weltkriegs wurden Wiemers Der gute Kamerad. Ein Totenspiel. (A. Strauch, Leipzig [1938]) und Fritz und die Soldatenstiefel. Geschichten vom Kriege (Deutscher Volksverlag, München 1943) in der Liste der auszusondernden Literatur aufgenommen.
Von 1945 bis 1947 lebte Wiemer in Liebenburg nahe Goslar. Vermehrt wirkte er inzwischen als Schriftsteller, verdiente sein Geld aber zunächst noch weiterhin als Lehrer. In diese Zeit fiel die Gründung seines eigenen Puppentheaters, des Liebenburger Kaspers. Als Puppenspieler gehörte er zu den künstlerisch geachteten Vertretern dieses Berufsstandes; er hielt Kontakt zu puppenspielerischen Größen seiner Zeit wie z. B. Max Jacob und Walter Büttner. Als Laienspiele brachte er zahlreiche Puppenspiele heraus. Ein Markenzeichen war die Figur des Jochen Holtschuh (diesen lustigen Familiennamen gab es tatsächlich noch um 1900 in Friedrichroda).
In den Folgejahren wirkte Wiemer als Lehrer in Salzgitter und Göttingen, arbeitete aber mehr und mehr schriftstellerisch. Sein Werk zeigte sich – wie bei so vielen Schriftstellern, die in der NS-Zeit mit Erfolg geschrieben hatten und nach deren Ende ohne Probleme erfolgreich weiterschrieben – christlich ausgerichtet.
Sein literarisches Gesamtwerk umfasst Lyrik, Erzählungen, Romane, Kinderbücher, Theater (Puppenspiele wie Schauspiele) und Hörspiele. Dabei fällt auf, dass viele seiner Arbeiten christlich - biblisch inspiriert sind. Für sein Werk wurde Wiemer mehrfach ausgezeichnet.
Wiemer starb am 5. Juni 1998 nach kurzer Krankheit in seinem Haus in Göttingen.

## Auszeichnungen
- Wiemer erhielt den mit 200 Reichsmark dotierten 1. Preis des Hilf mit!-Preises 1937/38 für Jugendgedichte (für Kinderkalender).[6]
- Im Sommer 1943 wurde durch Gauleiter Fritz Wächtler, den Reichsleiter des NSLB. und Betreuer des ‚Hilf mit!‘-Werkes, die Verleihung des Hilf mit!-Erzählerpreises 1941/42 an Wiemer bekanntgegeben.[7]
- 1985 wurde Wiemer mit der Ehrenmedaille der Stadt Göttingen und dem  Kogge-Ehrenring ausgezeichnet.
- Seine Geburtsstadt Friedrichroda ehrte Wiemer 1993 mit der Verleihung der Ehrenbürgerwürde und mit einer Straßenbenennung (Wiemerweg).
- Das Heimatmuseum von Friedrichroda richtete 2005 ein „Wiemerzimmer“ ein, wo u. a. die Figuren aus seiner Puppenspielerzeit ausgestellt sind.[8]

## Werke (Auswahl)

### Lyrik / Gedichte
- Ernstfall. J. F. Steinkopf Verlag Stuttgart 1963
- zweimal dreizehn zinken (Frank Hauser - Pseudo-nym). Peter Hammer Verlag Wuppertal 1968
- beispiele zur deutschen grammatik. Wolfgang Fietkau Verlag, Berlin 1971
- Wortwechsel. Wolfgang Fietkau Verlag, Berlin 1973
- Chance der Bärenraupe. F. H. Kerle Freiburg/Heidelberg 1980
- Meine Kinderschuhe. Schwabenverlag Ostfildern 1984
- Ungewaschene Gebete. Patmos Verlag Düsseldorf 1987
- Der Augenblick ist noch nicht vorüber. Ausgewählte Gedichte. Kreuz Verlag Stuttgart 2001, ISBN 3-7831-1909-X / 978-3783119091

### Romane
- Der Ort zu unseren Füßen. J. F. Steinkopf Verlag Stuttgart 1958
- Nicht Stunde noch Tag oder: Die Austrocknung des Stromes. J. F. Steinkopf Verlag Stuttgart 1961
- Fremde Zimmer oder: Die Aussicht zuleben. J. F. Steinkopf Verlag Stuttgart 1962
- Stier und Taube. J. F. Steinkopf Verlag Stuttgart 1964
- Die Schlagzeile. Literarischer Verlag Braun Köln 1977; S. Fischer Verlag Frankfurt 1979; Quell Verlag Stuttgart 1988
- Auf und davon und zurück. Arena Verlag Würzburg 1979
- Mahnke Die Geschichte eines Lückenbüßers. F. H. Kerle Freiburg/Heidelberg 1979
- Schnee fällt auf die Arche. F. H. Kerle Freiburg/Heidelberg 1981; Francke Verlag Marburg 1996
- Brenn, Feuerchen, brenn doch. Quell Verlag Stuttgart 1992; Piper Verlag München 1993

### Erzählungen
- Der Mann am Feuer / De man bij het vuur. J. G. Oncken Verlag Kassel 1953; Rufer Verlag Gütersloh 1954; Oncken Verlag Wuppertal und Kassel 1986 / Uitgeverij Bosch & Keuning Baarn 1954
- Die Nacht der Tiere. Burckhardthaus-Verlag Gelnhausen 1957; J. F. Steinkopf Verlag Stuttgart 1968; J. F. Steinkopf Verlag Stuttgart 1968; Evangelische Verlagsanstalt Berlin 1974; Lahn-Verlag Limburg 1983; Lahn-Verlag Kevelaer 2002; Lahn-Verlag Kevelaer 2016
- Die Generalin. J. G. Oncken Verlag Kassel 1960
- Aktion Weihnachten. Johannes Kiefel Verlag Wuppertal-Barmen 1976
- Reizklima. Literarischer Verlag Braun Köln 1979; S. Fischer Verlag Frankfurt 1981
- Lob der kleinen Schritte. Friedrich Reinhardt Verlag Basel 1981
- Die Erzbahn. Erzählungen des Landmessers. Quell Verlag Stuttgart 1988, ISBN 3-7918-1096-0 / ISBN 978-3-7918-1096-6
- Dann werden die Steine schreien. Jesus-Geschichten – neu erzählt. SCM R. Brockhaus 2003, ISBN 3-417-20634-0

### Kinderbücher
- Jona und der große Fisch / Jonah and the Whale. Gütersloher Verlagshaus Gütersloh 1960 / Macmillan and Company Ltd London 1961
- Der verlorene Sohn / Tuhlaaja poika. Gütersloher Verlagshaus Gütersloh 1960 / Suomen Kirkon Sisälähetysseura 1963
- Pit und die Krippenmänner / Pete and the Manger Men / Pit et les bonshommes de la creche. J. F. Steinkopf Verlag Stuttgart und Evangelische Buchgemeinschaft Stuttgart 1961; Arena Verlag Würzburg 1969; Patmos Verlag Düsseldorf 1985 / Muhlenberg Press Philadelphia 1962 / Rouge et or - Société nouvelle des éditions Paris 1963
- Nele geht nach Bethlehem. J. F. Steinkopf Verlag Stuttgart 1963; Friedrich Wittig Verlag Hamburg 1987; Friedrich Wittig Verlag Kiel 1999
- Kalle Schneemann. J. F. Steinkopf Verlag Stuttgart 1964; Arena Verlag Würzburg 1972
- Der gute Räuber Willibald / The Good Robber Willibald / Rare Roever Willibald / Der gute Räuber Willibald (Japanische Ausgabe). J. F. Steinkopf Verlag Stuttgart 1965; Arena Verlag Würzburg 1965 / Hamish Hamilton London 1969; Atheneum New York 1968 / Gyldendal Kopenhagen 1969 / Kodansha Verlag Tokio 1971
- Wir Tiere in dem Stalle / Animals at the manger. J. F. Steinkopf Verlag Stuttgart 1966 / Augsburg Publishing House Minneapolis 1969
- Das Pferd, das in die Schule kam. J. F. Steinkopf Verlag Stuttgart 1970; Arena Verlag Würzburg 1973
- Der Kaiser und der kleine Mann / De Keizer en de Kleine Man. J. F. Steinkopf Verlag Stuttgart 1972; Boje Verlag Erlangen 1987 / Uitgeversmaatschappij Holland Haarlem 1990
- Ein Weihnachtsbaum für Ludmilla Winzig. Arena Verlag Würzburg 1974
- Selten wie Sommerschnee. Hermann Schaffstein Verlag Dortmund 1974
- Micha möchte gern. Georg Bitter Verlag Recklinghausen 1975
- Der gute Räuber Willibald Alte und neue Abenteuer. Loewes Verlag Bayreuth 1981; Arena Verlag Würzburg 1990; Arena Verlag Würzburg 2012

### Herausgeber
- Liebes altes Lesebuch: Kurzweilige und nützliche Geschichten, Gedichte, Fabeln für Alte und Junge. 12. Auflage. Aufstieg-Verlag 1991, ISBN 3-7612-0098-6.

## Vertonte Gedichte
- Es müssen nicht Männer mit Flügeln sein. Vertonungen: Franz Anstett, Siegfried Macht
- Es kommt die Zeit. Vertonung: Peter Janssens, im Gesangbuch: Wo wir dich loben, wachsen neue Lieder – plus, Nr. 37
- Sage, wo ist Bethlehem.
  - Vertonung 1: Ludger Stühlmeyer 1997. Autograph im Museum Friedrichroda (Ausstellung Rudolf Otto Wiemer)
  - Vertonung 2: Ingo Bredenbach, im Gesangbuch: Wo wir dich loben, wachsen neue Lieder – plus, Nr. 73